# Bertie the Brain
A Bertie the Brain egy korai számítógépes játék volt, és a videójátékok korai története során kifejlesztett egyik első játék. Josef Kates építette Torontóban az 1950-es kanadai nemzeti kiállítás számára. A négyméteres számítógép lehetővé tette a kiállítási résztvevőknek, hogy mesterséges intelligencia ellen 3x3 amőba játékot (tic-tac-toe) játsszanak. A játékos lépést hajtott végre egy megvilágított billentyűzeten három-három rács formájában, a játékot pedig a fény feletti fényrácson játszották le. A gépnek állítható nehézségi szintje volt. Miután a Rogers Majestic két héten keresztül bemutatta, a gépet a kiállítás végén szétszerelték, és nagyrészt elfelejtették.
Kates azért építette a játékot, hogy bemutassa az additroncsövet, a vákuumcső miniatűr változatát, bár a tranzisztor röviddel utána felülmúlta a számítógépes fejlesztésben. A problémás szabadalmaztatás megakadályozta, hogy az additroncsövet Bertie mellett számítógépekben is felhasználják, mielőtt még elöregedett a technológia. A Bertie the Brain lehet az első árkádjáték, mivel potenciálisan az első számítógépes játék volt, amely bármilyen vizuális megjelenítést alkalmazott. Három évvel jelent meg a katódsugárcső-szórakoztató eszköz után, amely a legkorábbi ismert interaktív elektronikus játék, amely elektronikus kijelzőt használ. Bertie izzókat használt, így nem tekinthető valódi videójátéknak.

## Fordítás
Ez a szócikk részben vagy egészben  a   Bertie the Brain című angol Wikipédia-szócikk ezen változatának fordításán alapul.  Az eredeti cikk szerkesztőit annak laptörténete sorolja fel. Ez a jelzés csupán a megfogalmazás eredetét és a szerzői jogokat jelzi, nem szolgál a cikkben szereplő információk forrásmegjelöléseként.